# Niederburghof

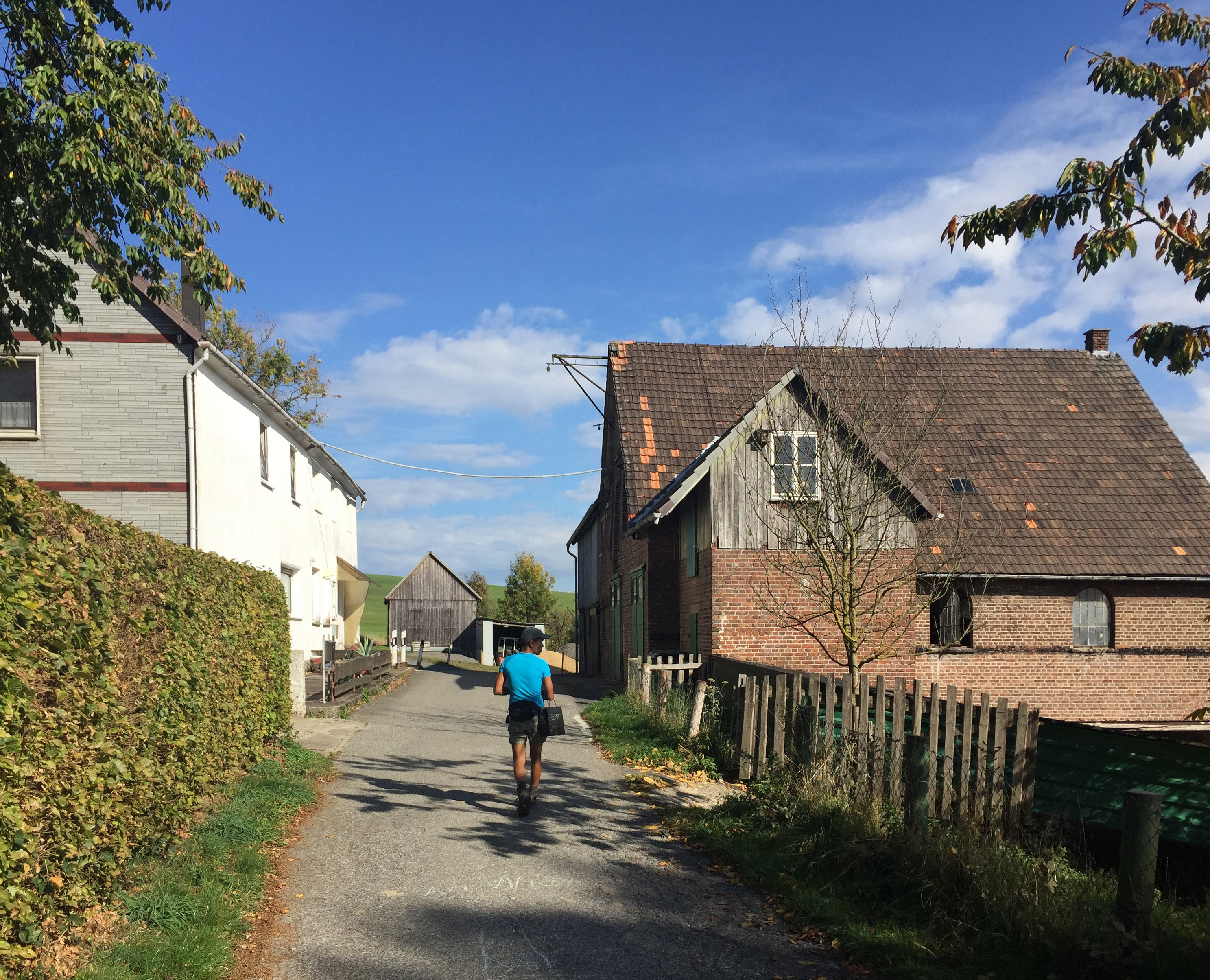
Niederburghof

Niederburghof ist eine Hofschaft in Hückeswagen im Oberbergischen Kreis im Regierungsbezirk Köln in Nordrhein-Westfalen (Deutschland).

## Lage und Verkehrsanbindung
Niederburghof liegt im südwestlichen Hückeswagen an der Grenze zu Wipperfürth. Nachbarorte sind Oberburghof, Großkatern, Kleinkatern, Wickesberg, Purd, Rautzenberg, Kaisersbusch und Wipperfürth-Boxberg. Der Ort ist über eine lange Zufahrtsstraße erreichbar, die bei
Altenholte von der Kreisstraße K5 abzweigt und die auch Oberburghof anbindet.
Die Hofschaft liegt am Rande des Wald- und Erholungsgebiets Mul auf der Wasserscheide zwischen dem Purder Bach und dem Bach Große Dhünn.

## Geschichte
1374 wurde der Ort das erste Mal urkundlich erwähnt: Das Kölner St. Ursulastift hat Einkünfte unter anderem aus „zwe Hove op me Broichove“ im Kirchspiel Hückeswagen. Schreibweise der Erstnennung: Broichove.
Im 18. Jahrhundert gehörte der Ort zum  bergischen Amt Bornefeld-Hückeswagen. 1815/16 lebten 27 Einwohner im Ort. 1832 gehörte Niederburghof der Großen Honschaft an, die ein Teil der Hückeswagener Außenbürgerschaft innerhalb der Bürgermeisterei Hückeswagen war. Der laut der Statistik und Topographie des Regierungsbezirks Düsseldorf als Weiler kategorisierte Ort besaß zu dieser Zeit drei Wohnhäuser und fünf landwirtschaftliche Gebäude. Zu dieser Zeit lebten 34 Einwohner im Ort, 29 katholischen und fünf evangelischen Glaubens.
Im Gemeindelexikon für die Provinz Rheinland werden für 1885 fünf Wohnhäuser mit 31 Einwohnern angegeben. Der Ort gehörte zu dieser Zeit zur Landgemeinde Neuhückeswagen innerhalb des Kreises Lennep. 1895 besitzt der Ort vier Wohnhäuser mit 27 Einwohnern, 1905 vier Wohnhäuser und 29 Einwohner.

## Sehenswürdigkeiten
Nahe Niederburghof befindet sich im Waldgebiet Mul/Purd auf dem Burgberg das Kulturdenkmal Ringwallanlage Oberburghof.

## Wander- und Radwege
Folgende Wanderwege führen durch den Ort:
- Der Ortswanderweg ━ von Purd zur Wiebach-Vorsperre
- Der Ortsrundwanderweg A3 (Mul/Purd)

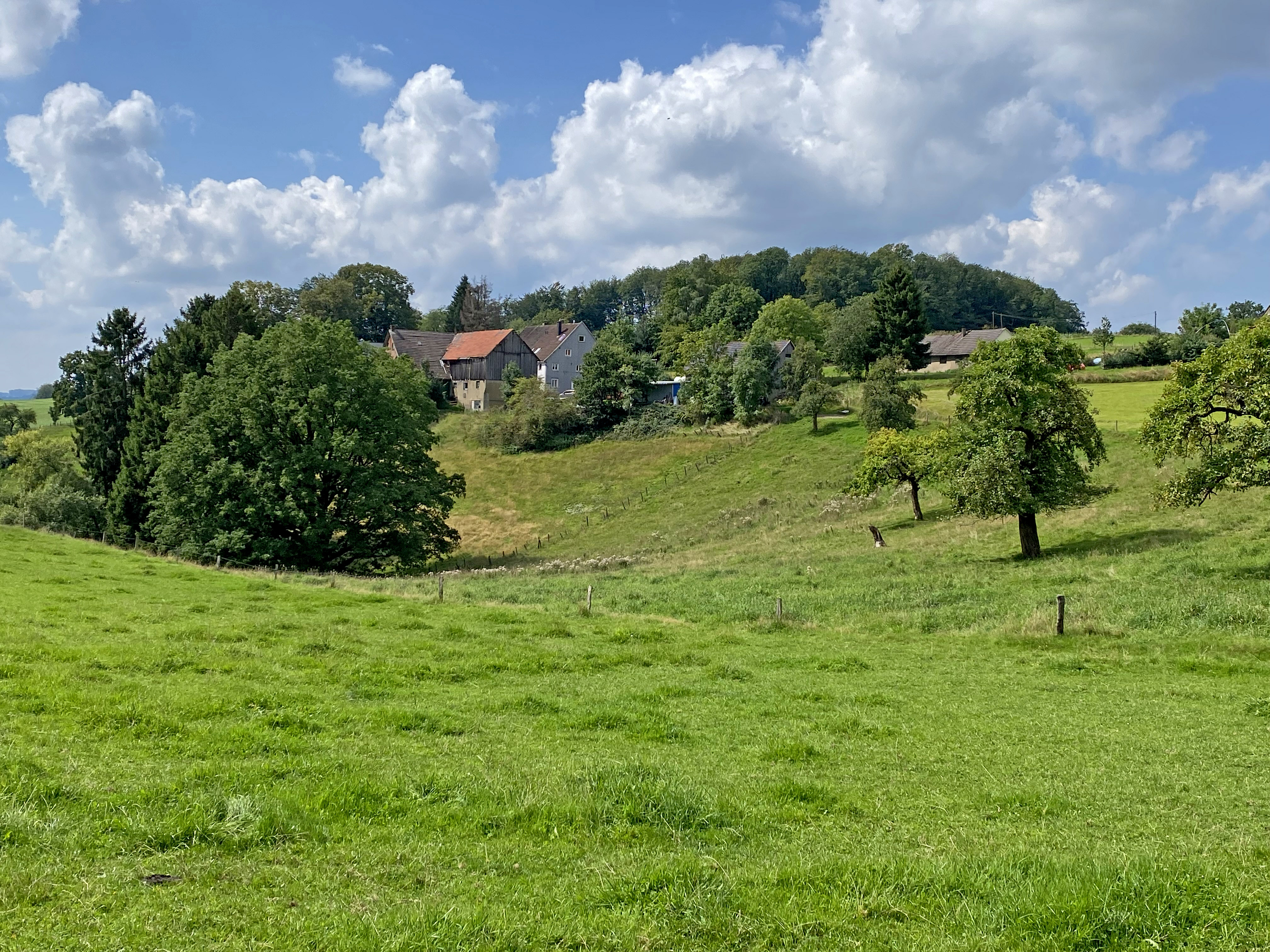
Ansicht von Osten
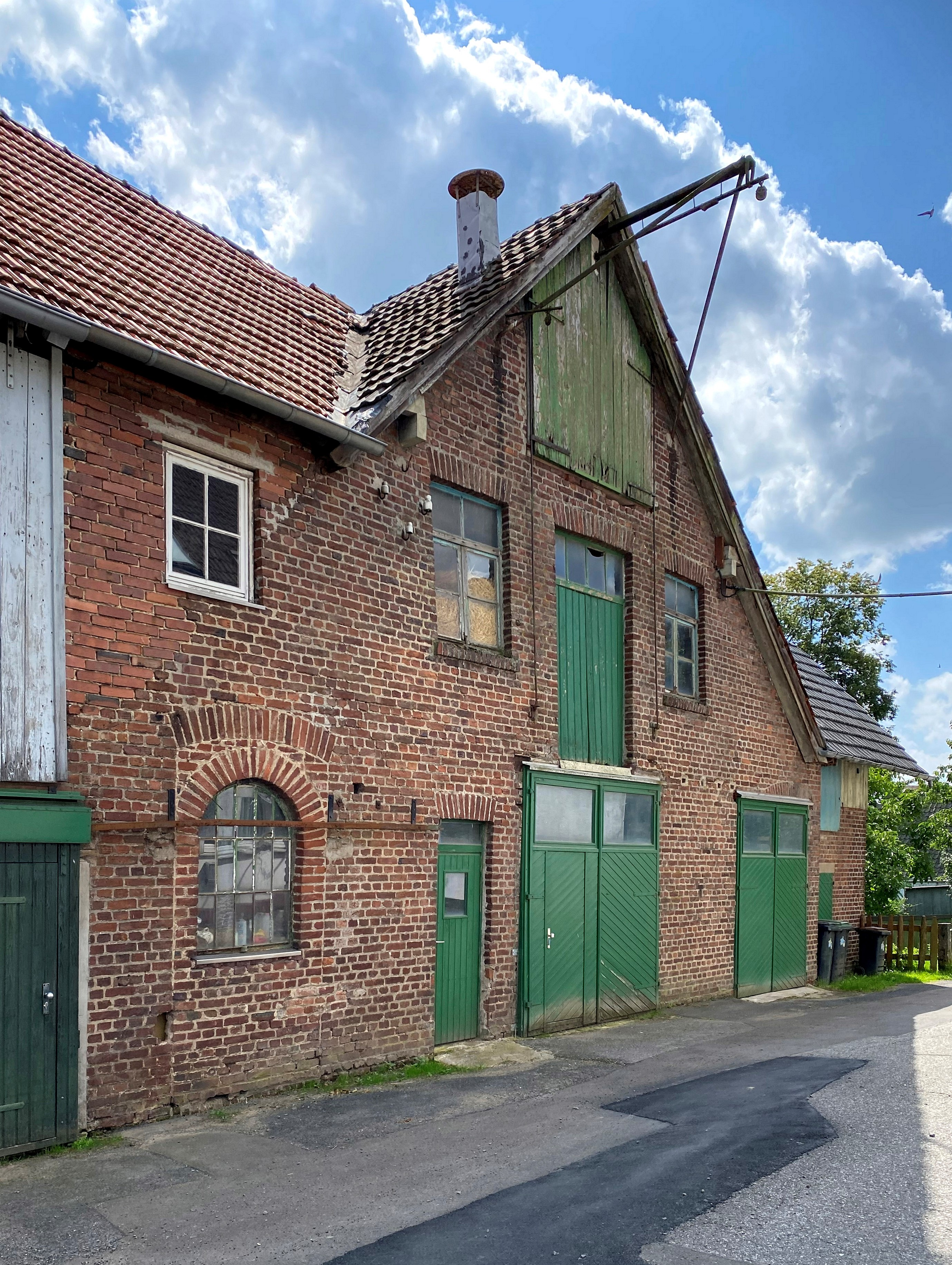
Backstein-Hofgebäude
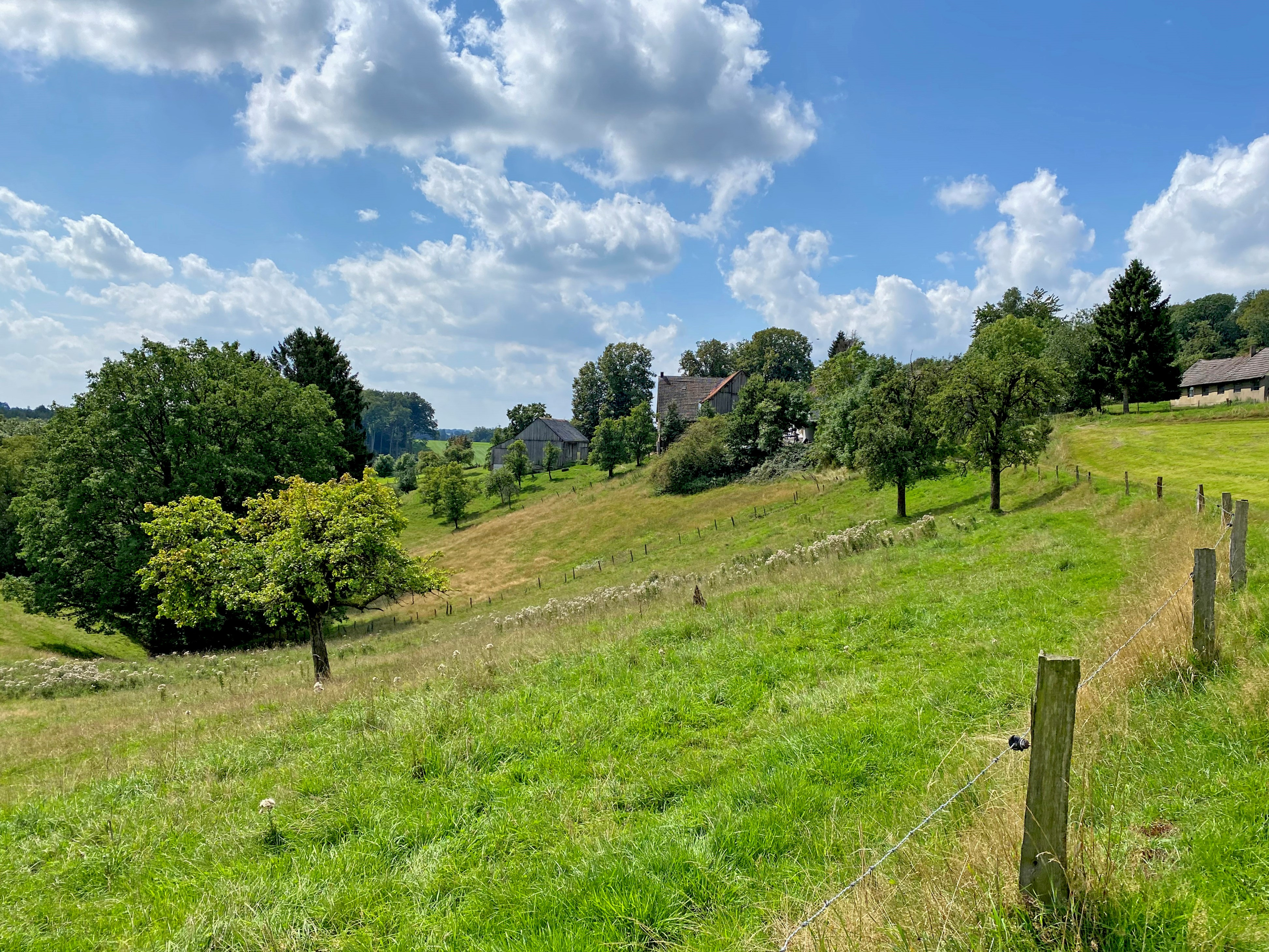
Streuobstwiesen säumen die Hofschaft
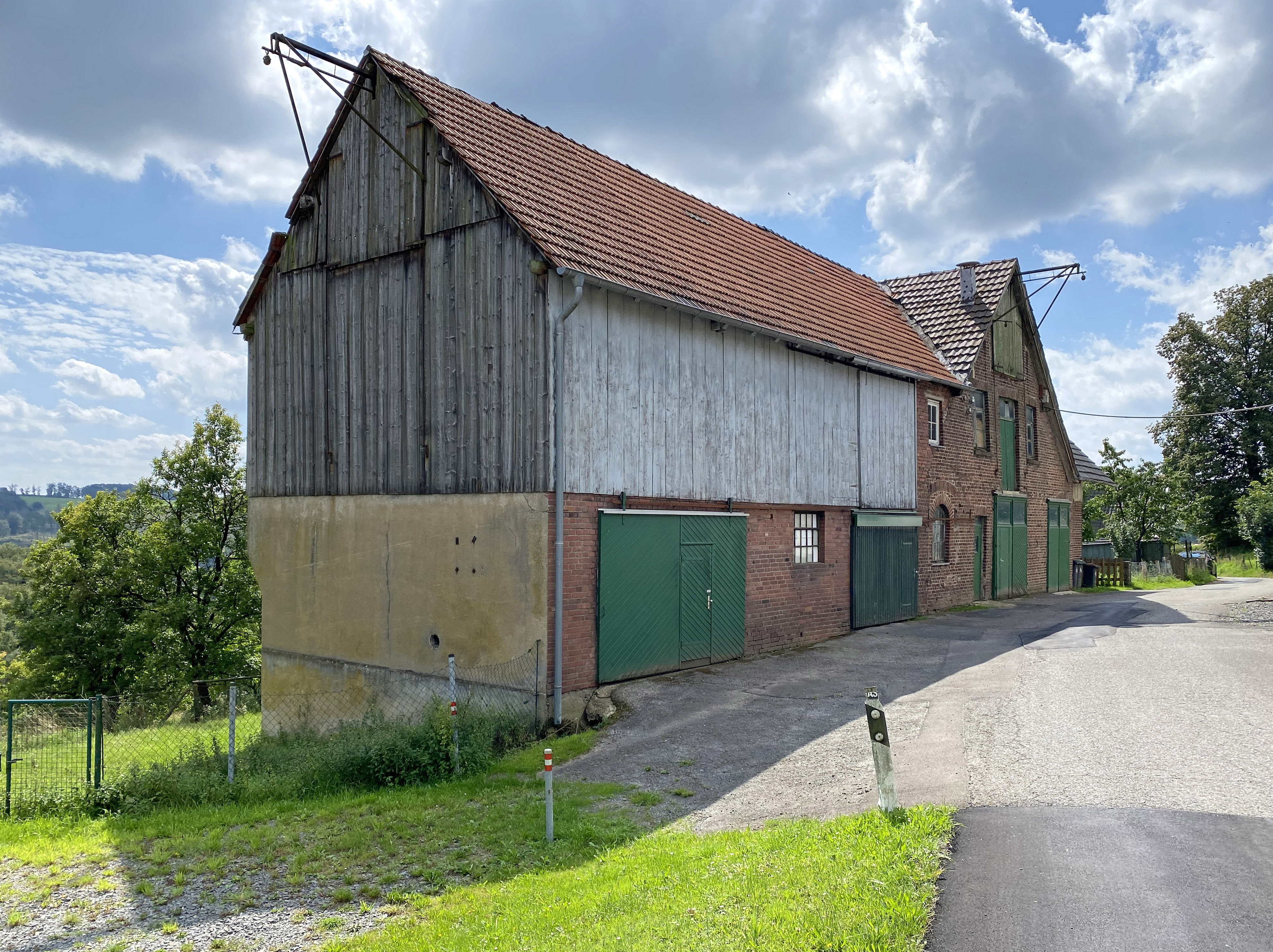
Hof- und Wirtschaftsgebäude in Niederburghof
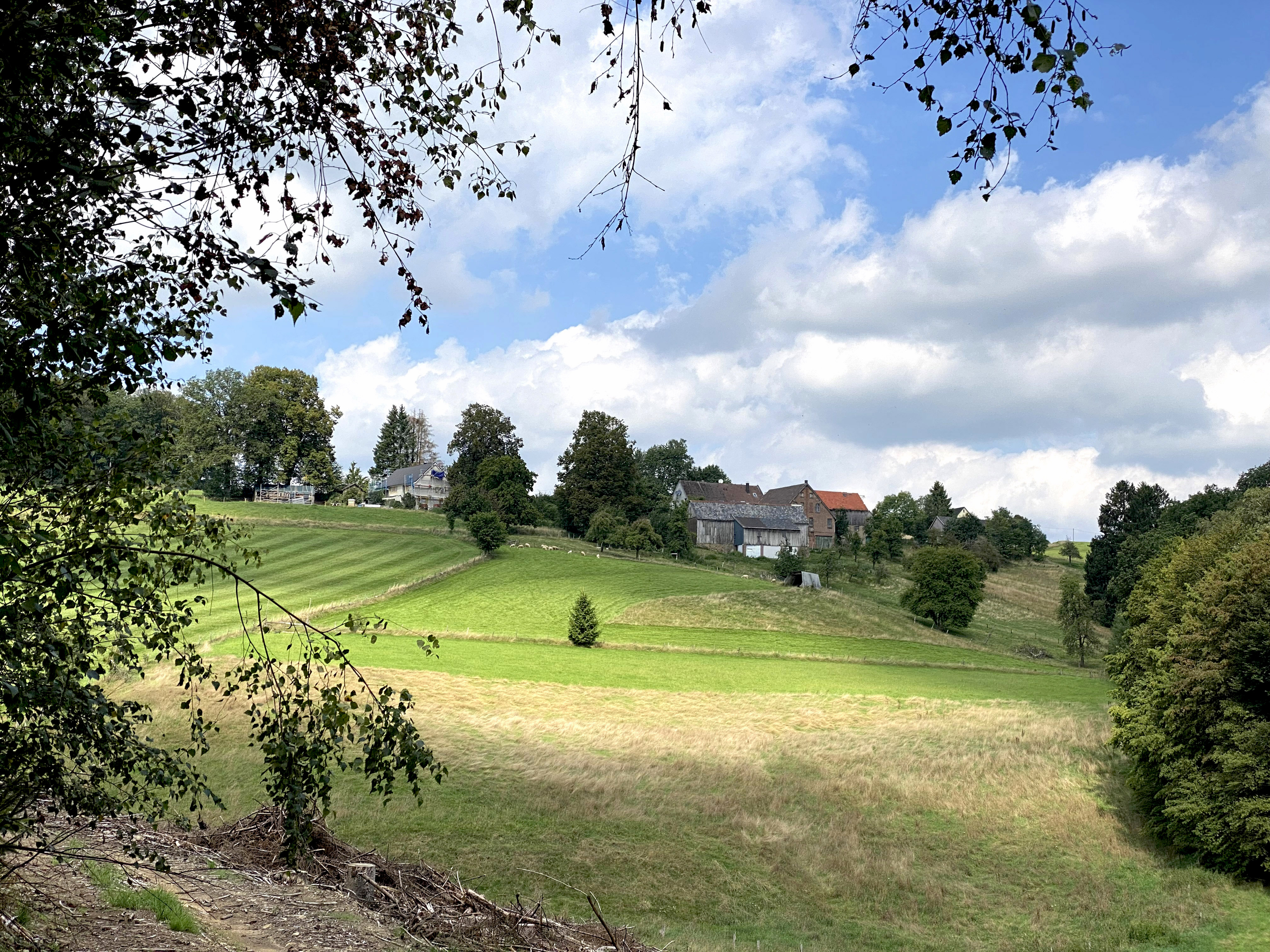
Ansicht von Süden
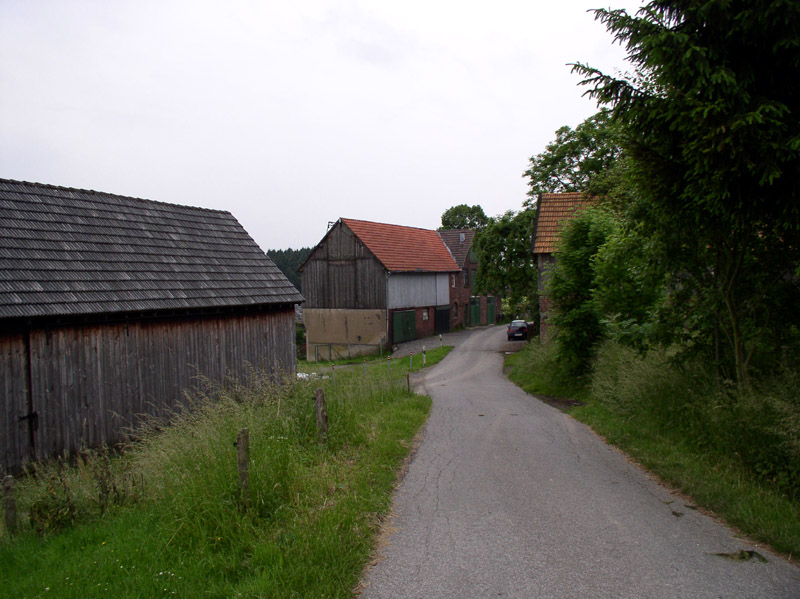
Ortsansicht Niederburghof